# FromSoftware
FromSoftware Inc. (japonsky 株式会社フロム・ソフトウェア, Kabušiki gaiša Furomu Sofutowea) je japonská společnost zabývající se vývojem videoher, která byla založena v listopadu 1986 a je dceřinou společností Kadokawa Corporation. Společnost je známá především díky svým sériím Armored Core a Souls, včetně souvisejících her Bloodborne, Sekiro a Elden Ring, které jsou známé svou vysokou obtížností.

## Historie
Společnost FromSoftware byla založena 1. listopadu 1986 v japonském Tokiu jako vývojář softwaru pro produktivitu. Jejich první videohra vyšla až v roce 1994, kdy vydali hru King's Field exkluzivně pro konzoli PlayStation. Hra nebyla vydána v Severní Americe, ačkoli v ní v roce 1995 vyšlo pokračování se stejným názvem, které bylo v Japonsku vydáno jako King's Field II. Po vydání třetího titulu této série se společnost FromSoftware přesunula k vydání her Echo Night a Shadow Tower, obou v roce 1998. IGN později poznamenalo, že druhý jmenovaný titul byl „fakticky pokračováním King's Field“, protože s ním sdílel mnoho herních prvků. V této době také FromSoftware vydává hru Armored Core, první díl v série žánru mecha, jež se dočkala mnoha pokračování. Vytvoření hry Armored Core upevnilo vývojářské schopnosti společnosti a v červenci 1999 vydala multiplayerovou akční videohru Frame Gride pro konzoli Dreamcast od Segy.
Když byla v roce 2000 uvedena na trh konzole PlayStation 2, společnost FromSoftware podpořila tento systém dvěma hrami na hrdiny Eternal Ring, která je podobně jako série King's Field RPG z pohledu první osoby, a Evergrace, konvenčnější akční RPG viděné z pohledu třetí osoby. Kromě těchto titulů vydala společnost FromSoftware také Tenchu: Wrath of Heaven, stealth hru kombinující akční a dobrodružné prvky, a dvě pokračování své nabídky pro PlayStation, kterými jsou King's Field IV a Shadow Tower Abyss. FromSoftware také vydalo tituly Lost Kingdoms a Lost Kingdoms II pro GameCube, konkurenční konzoli šesté generace. IGN však poznamenalo, že během této generace se FromSoftware zaměřovalo spíše na mecha hry než na RPG, a to částečně kvůli úspěchu série Armored Core. V roce 2002 vydala společnost FromSoftware mecha akční hru Murakumo: Renegade Mech Pursuit pro konzoli Xbox a poté vstoupila na trh mobilních her, kde vydala další titul King's Field. V roce 2004 vydala další titul pro Xbox, Metal Wolf Chaos. V roce 2005 začal FromSoftware vyrábět sérii licencovaných her na motivy různých anime pod názvem Another Century's Episode. Ve stejném roce společnost uspořádala první stáž ve videoherním průmyslu, která umožnila studentům vyzkoušet si vývoj her prostřednictvím sady pro tvorbu her Adventure Player pro PlayStation Portable. V roce 2008 FromSoftware prošlo dělením akcií, než vstoupilo na trh s konzolí Nintendo Wii a vydalo hru Tenchu: Shadow Assassins. Po úspěchu hry Dark Souls v roce 2011 se Hidetaka Mijazaki stal v květnu 2014 prezidentem společnosti FromSoftware.
V dubnu 2014 oznámila společnost Kadokawa Corporation svůj záměr koupit FromSoftware od bývalého akcionáře. Obchod byl dokončen 21. května 2014. V prosinci 2015 bylo FromSoftware nominováno na vývojáře roku na The Game Awards 2015, prohrála však s polským studiem CD Projekt Red. V lednu 2016 společnost založila ve Fukuoce nové studio, které se zaměřuje na vytváření počítačem generovaných obrazových (CGI) aktiv pro své hry.

## Vyvinuté hry
| Název                                            | Platforma                      | První vydání      |
| ------------------------------------------------ | ------------------------------ | ----------------- |
| King's Field                                     | PlayStation                    | 16. prosince 1994 |
| King's Field II                                  | PlayStation                    | 21. července 1995 |
| King's Field III                                 | PlayStation                    | 21. června 1996   |
| Armored Core                                     | PlayStation                    | 10. července 1997 |
| Armored Core: Project Phantasma                  | PlayStation                    | 4. prosince 1997  |
| Shadow Tower                                     | PlayStation                    | 25. června 1998   |
| Echo Night                                       | PlayStation                    | 13. srpna 1998    |
| Armored Core: Master of Arena                    | PlayStation                    | 4. února 1999     |
| Spriggan: Lunar Verse                            | PlayStation                    | 16. června 1999   |
| Frame Gride                                      | Dreamcast                      | 15. července 1999 |
| Echo Night 2: The Lord of Nightmares             | PlayStation                    | 5. srpna 1999     |
| Eternal Ring                                     | PlayStation 2                  | 4. března 2000    |
| Evergrace                                        | PlayStation 2                  | 27. dubna 2000    |
| Armored Core 2                                   | PlayStation 2                  | 3. srpna 2000     |
| The Adventures of Cookie & Cream                 | PlayStation 2                  | 7. prosince 2000  |
| Armored Core 2: Another Age                      | PlayStation 2                  | 12. dubna 2001    |
| Forever Kingdom                                  | PlayStation 2                  | 21. června 2001   |
| King's Field IV                                  | PlayStation 2                  | 4. října 2001     |
| Armored Core 3                                   | PlayStation 2                  | 1. dubna 2002     |
| Lost Kingdoms                                    | GameCube                       | 25. dubna 2002    |
| Otogi: Myth of Demons                            | Xbox                           | 12. prosince 2002 |
| Armored Core: Silent Line                        | PlayStation 2                  | 23. ledna 2003    |
| Murakumo: Renegade Mech Pursuit                  | Xbox                           | 25. července 2002 |
| Thousand Land                                    | Xbox                           | 20. března 2003   |
| Lost Kingdoms II                                 | GameCube                       | 23. března 2003   |
| Shadow Tower Abyss                               | PlayStation 2                  | 23. října 2003    |
| Otogi 2: Immortal Warriors                       | Xbox                           | 25. prosince 2003 |
| Nebula: Echo Night                               | PlayStation 2                  | 22. ledna 2004    |
| Armored Core: Nexus                              | PlayStation 2                  | 18. března 2004   |
| Kuon                                             | PlayStation 2                  | 1. dubna 2004     |
| Armored Core: Nine Breaker                       | PlayStation 2                  | 28. října 2004    |
| Armored Core: Formula Front                      | PlayStation Portable           | 12. prosince 2004 |
| Metal Wolf Chaos                                 | Xbox                           | 22. prosince 2004 |
| Jošicune eijúden                                 | PlayStation 2                  | 13. ledna 2005    |
| Another Century's Episode                        | PlayStation 2                  | 27. ledna 2005    |
| Armored Core: Last Raven                         | PlayStation 2                  | 4. srpna 2005     |
| Enchanted Arms                                   | PlayStation 3                  | 12. ledna 2006    |
| Enchanted Arms                                   | Xbox 360                       | 12. ledna 2006    |
| Another Century's Episode 2                      | PlayStation 2                  | 30. března 2006   |
| Chromehounds                                     | Xbox 360                       | 29. června 2006   |
| King's Field: Additional I                       | PlayStation Portable           | 20. července 2006 |
| King's Field: Additional II                      | PlayStation Portable           | 24. srpna 2006    |
| Armored Core 4                                   | PlayStation 3                  | 21. prosince 2006 |
| Armored Core 4                                   | Xbox 360                       | 21. prosince 2006 |
| Nanpure VOW                                      | Nintendo DS                    | 26. dubna 2007    |
| Irarodži VOW                                     | Nintendo DS                    | 24. března 2007   |
| Another Century's Episode 3: The Final           | PlayStation 2                  | 6. září 2007      |
| Armored Core: For Answer                         | PlayStation 3                  | 19. března 2008   |
| Armored Core: For Answer                         | Xbox 360                       | 19. března 2008   |
| Shadow Assault: Tenchu                           | Xbox 360                       | 8. října 2008     |
| Inugamike no ičizoku                             | Nintendo DS                    | 22. ledna 2009    |
| Ninja Blade                                      | Xbox 360                       | 29. ledna 2009    |
| Ninja Blade                                      | Microsoft Windows              | 29. ledna 2009    |
| Demon's Souls                                    | PlayStation 3                  | 5. února 2009     |
| Jacu hakamura                                    | Nintendo DS                    | 23. dubna 2009    |
| Another Century's Episode: R                     | PlayStation 3                  | 19. srpna 2010    |
| Monster Hunter Diary                             | PlayStation Portable           | 26. srpna 2010    |
| Another Century's Episode Portable               | PlayStation Portable           | 13. ledna 2011    |
| Dark Souls                                       | PlayStation 3                  | 22. září 2011     |
| Dark Souls                                       | Xbox 360                       | 22. září 2011     |
| Dark Souls                                       | Microsoft Windows              | 23. října 2012    |
| Dark Souls                                       | PlayStation 4                  | 24. března 2018   |
| Dark Souls                                       | Xbox One                       | 24. března 2018   |
| Dark Souls                                       | Nintendo Switch                | 19. října 2018    |
| Armored Core V                                   | PlayStation 3                  | 26. ledna 2012    |
| Armored Core V                                   | Xbox 360                       | 26. ledna 2012    |
| Mobile Suit Gundam Unicorn                       | PlayStation 3                  | 8. března 2012    |
| Steel Battalion: Heavy Armor                     | Xbox 360                       | 21. června 2012   |
| Armored Core: Verdict Day                        | PlayStation 3                  | 26. září 2013     |
| Armored Core: Verdict Day                        | Xbox 360                       | 26. září 2013     |
| Dark Souls II                                    | PlayStation 3                  | 13. března 2014   |
| Dark Souls II                                    | Xbox 360                       | 13. března 2014   |
| Dark Souls II                                    | PlayStation 4                  | 13. března 2014   |
| Dark Souls II                                    | Xbox One                       | 13. března 2014   |
| Dark Souls II                                    | Microsoft Windows              | 13. března 2014   |
| Dark Souls II: Scholar of the First Sin          | PlayStation 3                  | 5. února 2015     |
| Dark Souls II: Scholar of the First Sin          | Xbox 360                       | 5. února 2015     |
| Dark Souls II: Scholar of the First Sin          | PlayStation 4                  | 5. února 2015     |
| Dark Souls II: Scholar of the First Sin          | Xbox One                       | 5. února 2015     |
| Dark Souls II: Scholar of the First Sin          | Microsoft Windows              | 5. února 2015     |
| Bloodborne                                       | PlayStation 4                  | 24. března 2015   |
| Monster Hunter Diary: Poka Poka Airou Village DX | Nintendo 3DS                   | 10. září 2015     |
| Dark Souls III                                   | PlayStation 4                  | 24. března 2016   |
| Dark Souls III                                   | Xbox One                       | 24. března 2016   |
| Dark Souls III                                   | Microsoft Windows              | 12. dubna 2016    |
| Déraciné                                         | PlayStation 4 (PlayStation VR) | 6. listopadu 2018 |
| Sekiro: Shadows Die Twice                        | Microsoft Windows              | 22. března 2019   |
| Sekiro: Shadows Die Twice                        | PlayStation 4                  | 22. března 2019   |
| Sekiro: Shadows Die Twice                        | Xbox One                       | 22. března 2019   |
| Sekiro: Shadows Die Twice                        | Stadia                         | 28. října 2020    |
| Elden Ring                                       | Microsoft Windows              | 25. února 2022    |
| Elden Ring                                       | PlayStation 4                  | 25. února 2022    |
| Elden Ring                                       | PlayStation 5                  | 25. února 2022    |
| Elden Ring                                       | Xbox One                       | 25. února 2022    |
| Elden Ring                                       | Xbox Series X/S                | 25. února 2022    |